# Mossel Lake
Der Mossel Lake ist ein unregelmäßig geformter See mit einem Durchmesser von etwa 300 m an der Ingrid-Christensen-Küste des ostantarktischen Prinzessin-Elisabeth-Lands. Er liegt umgeben von niedrigen Hügeln in den Vestfoldbergen.
Das Antarctic Names Committee of Australia benannte ihn 1983 vorgeblich nach den am Ostufer befindlichen Moosen.